# Бредли Купер
Бредли Купер (енгл. Bradley Cooper; 5. јануар 1975, Филаделфија) амерички је глумац и продуцент.
Пажњу публике први пут је привукао наступајући у серијама Алијас и Џек и Боби, а затим и споредним улогама у неколико финансијски успешних комедија укључујући филмове Ловци на деверуше (2005), Увек реци да (2008) и Ти га просто не занимаш (2009). Светску славу стекао је улогом Фила Венека у филмској трилогији Мамурлук (2009–2013). Иако је наставио да наступа у комедијама, Купер се у том периоду окренуо и другим жанровима, те је играо главне улоге у трилерима Без ограничења (2011) и драмама Плагијатор (2012) и Кућа иза борова (2013).
Као најзначајнији филмови у његовој досадашњој каријери истичу се комедије Дејвида О. Расела У добру и у злу и Америчка превара које су му донеле номинације за бројне престижне награда, међу којима су Оскар, Златни глобус, БАФТА и Награда Удружења глумаца. Године 2014. Купер је позајмио глас Рокету у Марвеловом блокбастеру Чувари галаксије и тумачио је главну улогу у филму Амерички снајпер Клинта Иствуда који му је донео још једну номинацију за Оскара за најбољег глумца у главној улози. Као продуцент овог филма Купер је такође био номинован у категорији Оскар за најбољи филм.

## Филмографија
| Филмови             |                                           |               |                         | |
| Година              | Српски назив                              | Изворни назив | Улога                   | Напомене |
| 2001.               | Мокро и врело америчко лето               |               | Бен                     | |
| 2002.               | Моје мало око                             |               | Травис Патерсон         | |
| 2002.               | Кршење свих правила                       |               | Џеф                     | |
| 2003.               | Последњи каубој                           |               | Морган Мерфи            | ТВ филм |
| 2004.               | Желим да се удам за Рајана Бенкса         |               | Тод Доерти              | |
| 2005.               | Ловци на деверуше                         |               | Закари Лоџ              | |
| 2006.               | Намештаљка                                |               | Демо                    | |
| 2007.               | Најлуђи тим                               |               | каубој                  | |
| 2008.               | Поноћни воз смрти                         |               | Леон Кофман             | |
| 2008.               | Рокер                                     |               | Треш Грајс              | |
| 2008.               | Увек реци да                              |               | Питер                   | |
| 2008.               | Старији него Америка                      |               | Лук Питерсон            | |
| 2009.               | Ти га просто не занимаш                   |               | Бен Гандерс             | |
| 2008.               | Мамурлук у Вегасу                         |               | Фил Венек               | номинација - Награда Сателит за најбољег глумца у главној улози номинација - МТВ филмска награда за најбољу улогу у комедији |
| 2009.               | Све о Стиву                               |               | Стив Милер              | |
| 2009.               | Њујорк, волим те                          |               | Гас Купер               | |
| 2009.               | Случај 39                                 |               | Даглас Џеј Ејмс         | |
| 2010.               | Дан заљубљених                            |               | Холден Вилсон           | |
| 2010.               | А-тим                                     |               | Артур Пек               | |
| 2011.               | Без ограничења                            |               | Едвард Мора             | |
| 2011.               | Мамурлук у Бангкоку                       |               | Фил Венек               | |
| 2012.               | Пуцај и бежи                              |               | Алекс Димитри           | |
| 2012.               | У добру и у злу                           |               | Пат Солтано Млађи       | извршни продуцент Награда Удружења телевизијских филмских критичара за најбољег глумца у комедији Награда Удружења телевизијских филмских критичара за најбољу филмску поставу Награда Националног одбора критичара за најбољег глумца Награда Сателит за најбољег глумца у главној улози МТВ филмска награда за најбољу мушку улогу МТВ филмска награда за најбољи пољубац номинација - Оскар за најбољег главног глумца номинација - Златни глобус за најбољег глумца у играном филму (мјузикл или комедија) номинација - БАФТА за најбољег глумца у главној улози номинација - Награда Удружења филмских глумаца за најбољег глумца у главној улози номинација - Награда Удружења филмских глумаца за најбољу филмску поставу номинација - Награда Удружења телевизијских филмских критичара за најбољег глумца у главној улози |
| 2012.               | Плагијатор                                |               | Рори Џенсен             | извршни продуцент |
| 2013.               | Кућа из борова                            |               | Ејвери Крос             | |
| 2013.               | Мамурлук 3                                |               | Фил Венек               | |
| 2013.               | Америчка превара                          |               | Ричи Димазо             | извршни продуцент Награда Удружења филмских глумаца за најбољу филмску поставу Награда Удружења телевизијских филмских критичара за најбољу филмску поставу номинација - Оскар за најбољег глумца у споредној улози номинација - Златни глобус за најбољег споредног глумца у играном филму номинација - БАФТА за најбољег глумца у споредној улози номинација - Награда Удружења телевизијских филмских критичара за најбољег глумца у споредној улози номинација - Награда Сателит за најбољег глумца у споредној улози номинација - МТВ филмска награда за најбољу мушку улогу |
| 2014.               | Чувари галаксије                          |               | Рокет (глас)            | |
| 2014.               | Серена                                    |               | Џорџ Пембертон          | |
| 2014.               | Амерички снајпер                          |               | Крис Кајл               | продуцент Награда Удружења телевизијских филмских критичара за најбољег глумца у акционом филму номинација - Оскар за најбољег главног глумца номинација - Оскар за најбољи филм |
| 2016.               | Улица Кловерфилд број 10                  |               | Бен (глас)              | |
| 2017.               | Чувари галаксије 2                        |               | Рокет (глас)            | |
| 2018.               | Осветници: Рат бескраја                   |               | Рокет (глас)            | |
| 2018.               | Звезда је рођена                          |               | Џексон Мејн             | |
| 2019.               | Осветници: Крај игре                      |               | Рокет (глас)            | |
| 2021.               | Пица од сладића                           |               | Џон Питерс              | |
| 2021.               | Алеја ноћних мора                         |               | Стентон „Стен” Карлизли | |
| 2022.               | Тор: Љубав и гром                         |               | Рокет (глас)            | |
| 2023.               | Dungeons & Dragons: Оданост међу лоповима |               | Марламин                | камео |
| 2023.               | Чувари галаксије 3                        |               | Рокет (глас)            | |
| Телевизијске серије |                                           |               |                         | |
| 1999.               | Секс и град                               |               | Џејк                    | Епизода: |
| 2001–2006.          | Алијас                                    |               | Вил Типин               | 46 епизода |
| 2007–2009.          | Режи ме                                   |               | Ејдан Стоун             | 6 епизода |
| 2009, 2013.         | Уживо суботом увече                       |               | домаћин/глуми себе      | 2 епизоде |
| 2022.               | Чувари галаксије: Празнични специјал      |               | Рокет (глас)            | ТВ специјал |